# STS-61
إس تي إس-61 (بالإنجليزية: STS-61)‏ كانت أول بعثات خدمات الإصلاح لمرصد هابل الفضائي (SM1) حين أن بعثة الفضاء هذه هي الخامسة بالنسبة للمكوك فضائي إنديفور. انطلقت بعثة الخدمة هذه في 4 ديسمبر من عام 1993 من مركز كينيدي للفضاء في فلوريدا.